# Парастаев, Сергей Владимирович
Сергей Владимирович Парастаев (26 сентября 1961, Рустави, СССР) — советский и украинский футболист, нападающий, а в дальнейшем и полузащитник.

## Игровая карьера
Родился в Рустави, затем с семьёй переехал в Кривой Рог, затем в пгт Усть-Нера (Якутия), где начал заниматься футболом. С 16 лет учился в СДЮШОР ДСО «Трудовые резервы» в Москве. Первой взрослой командой Сергея стал «Торпедо» (Кокшетау). Далее выступал в командах «Манометр» (Томск) и «Металлург» (Магнитогорск).
В 1986 году по рекомендации тренера Николая Павлова был приглашён в клуб высшей лиги — днепропетровский «Днепр». Выступал в команде дублёров. В первой команде сыграл единственный матч против московского «Динамо». Не видя игрока в составе своей команды, тренер «Днепра» Евгений Кучеревский посоветовал Парастаеву перейти в свою бывшую команду — николаевский «Судостроитель». Из команды второй лиги через два года Сергей перебрался в первую, сначала в кемеровский «Кузбасс», а затем по приглашению Валерия Газзаева — в орджоникидзевский «Спартак». В 1989 году вернулся в «Судостроитель», в составе которого провёл в линии нападения, а затем полузащиты, 152 игры, забил 12 мячей.
После распада СССР в 1992 году сыграл 3 матча в высшей лиге чемпионата Украины за «Ниву» (Винница) и 2 в первой лиге за «Полесье» (Житомир), после чего завершил карьеру из-за разрыва связок ахиллесового сухожилия.
С 2004 года — директор завода по производству рыбных консервов в Новой Одессе «Николаеврыбпром».